# Osmundastrum asiaticum
Osmundastrum asiaticum là một loài dương xỉ trong họ Osmundaceae. Loài này được Tagawa mô tả khoa học đầu tiên.